# San José (Califòrnia)
San José (pronunciat en anglès [sæn hoʊˈzeɪ]) és una de les ciutats més importants de l'estat de Califòrnia, als Estats Units i és la capital del comtat de Santa Clara. La ciutat s'ubica al sud de la badia de San Francisco, dins dels límits de l'anomenada Vall del Silici. Per a 2003, la població s'estimava en 925.000 habitants el que la fa la desena ciutat en població dels Estats Units. San José és la major ciutat de l'àrea de la badia de San Francisco, que té uns 7 milions d'habitants en total. Entre les ciutats més importants de l'àrea es troben també San Francisco i Oakland.

## Història
Els primers habitants de la regió són els amerindis Ohlone. La primera colònia permanent europea a Califòrnia i de la regió de San José va ser fundada pels espanyols el 1769 amb el Presidio de Monterey i la Missió San Carlos Borromeo del Carmelo, establertes pel pare mallorquí Juníper Serra. Sobre els ordres d'Antonio María de Bucareli i Ursúa, virrei de la Nova Espanya.
El Pueblo de San José de Guadalupe va ser fundat el 29 de novembre de 1777 per José Joaquín Moraga. Va ser la primera colònia espanyola a l'Alta Califòrnia que no era ni una missió ni una posició militar avançada. La ciutat va servir com a comunitat agrícola per proveir els assentaments militars de San Francisco i de Monterey. El 1778, la seva població era de 68 habitants. El 1797, canvià d'indret i s'instal·la allà on es troba actualment la Plaza de César Chávez. Quan Califòrnia va adquirir el seu caràcter d'estat dels Estats Units el 1850, San José va ser la seva primera capital.
En les dècades del 50 i 60 la ciutat va començar a expandir-se i en la dècada dels 70, San José va esdevenir la ciutat dormitori per a la Vall del Silici, al mateix temps que va començar a atreure diferents empreses, consolidant la seva posició com una de les ciutats més importants de la vall.
El 3 d'abril de 1979, el consell municipal va adoptar San José, en espanyol, com l'ortografia correcta del nom de la ciutat, tant a l'escut de la ciutat com als documents oficials. Tanmateix, el nom de la ciutat se sol escriure sense l'accent. El nom oficial és The City of San José.
Segons les estadístiques oficials del FBI, San José és la ciutat de més de 500.000 habitants més segura dels Estats Units. Aquesta qualificació es basa en estadístiques criminals per a l'any 2004 en sis categories: homicidis, robatoris, assalts amb violència, robatoris a domicilis i robatoris d'automòbils.

## Clima
San José, com la major part de l'àrea de la Badia, té un clima mediterrani, temperat per la presència de la badia de San Francisco. A diferència de San Francisco, que està exposada a l'oceà o a la badia per tres dels seus costats—amb el qual la seva temperatura varia poc durant l'any o durant el dia—San José jeu a l'interior, protegit per tres costats per turons i muntanyes. Això protegeix a la ciutat de la pluja, i fa el clima més aviat semiàrid, gairebé desèrtic, amb precipitacions anuals de 366 mm, a comparació d'altres parts de la zona, que poden rebre fins a quatre vegades aquesta quantitat. Això també evita la boira, omnipresent en San Francisco, gairebé tot l'any.
Malgrat això, les temperatures tendeixen a ser moderada. La mitjana superior de gener és de 15 °C, la mitjana inferior de 6 °C, amb ocasionals gelades nocturnes; la mitjana superior de juliol és de 29 °C i l'inferior de 14 °C, amb màximes superiors a 38 °C diversos dies a l'any. La més alta temperatura registrada a San José va ser de 42,8 °C i la més baixa de -8,3 °C. La variació entre el dia i la nit pot ser de 17 a 22 °C.
Donades les lleugeres pluges, San José experimenta més de 300 dies a l'any de brillantor solar complet o significatiu. Els mesos plujosos són d'octubre a abril o maig, amb poca o cap precipitació de juny a setembre. En hivern, els turons i camps es verdegen amb pastures i vegetació nativa, encara que els arbres perdin les seves fulles; amb l'arribada del període anual de sequera la vegetació s'asseca i mor, donant-li els turons una coberta daurada, vista com a bella per molts encara que és combustible per a freqüents incendis de pastures.
El nivell de les neus arriba a 610 m, de vegades menys, ocasionalment als hiverns, cobrint la propera muntanya Hamilton, i amb menys freqüència les muntanyes de Santa Cruz, amb neu lleugera que sol de tant en tant dura pel dia. Això de vegades demora el trànsit de la ruta estatal 17 cap a Santa Cruz. Calamarsa o flocs de neus cauen ocasionalment a San José, encara que en el període 1976 a 2006 la nevada més recent va ser el febrer de 1976. De nou el març del 2006 1,25 cm de neu es va reportar en el centre de la ciutat, amb prou feines a uns 60 msm.
Com la major part de l'àrea de la badia, San José té dotzenes de microclimes, amb el centre de la ciutat experimentant la més lleugera precipitació de la ciutat, i el sud de la ciutat, amb prou feines a 16 km, rebent més pluja i temperatures lleugerament més forts.

## Educació

### Universitats
San José allotja diverses institucions d'educació superior. La més gran i més coneguda de totes és la Universitat Estatal de San José (San Jose State University), el campus original del conjunt que ara compon el sistema de la Universitat Estatal de Califòrnia (Califòrnia State University). Està localitzada en el centre de la ciutat des de 1870 comptant amb més de 30.000 estudiants en cursos de pregrau i mestria. La Universitat Nacional Hispana (National Hispanic University), amb una matrícula de 600 estudiants, ofereix títols d'estudis superiors als seus estudiants, enfocant-se principalment en la població hispana. La Universitat de la Vall del Silici (Silicon Valley College) ofereix títols enfocats en treballadors de la indústria d'alta tecnologia. L'Escola de Lleis Lincoln de San José (Lincoln Law School of San Jose) ofereix carreres de lleis per a persones emprades. El campus de San José de la Universitat Golden Gate (Golden Gate University) ofereix llicenciatures i mestries (MBA) en negocis.
Existeixen també els colleges denominats o community colleges, que als Estats Units són, generalment (encara que hi ha excepcions) universitats que ofereixen títols tècnics (associate degrees). Entre aquests es troben el San Jose City College i l'Evergreen Valley College.
A més, habitants de San José assisteixen a universitats als voltants, com la Universitat de Santa Clara (Santa Clara University), De Anza College, a Cupertino; la Universitat Stanford (Stanford University), a Palo Alto; i la Universitat de Califòrnia a Berkeley.

## Fills il·lustres
- Dudley Herschbach (1932 -) matemàtic i químic, Premi Nobel de Química de l'any 1986.